# Saul Alinsky
Saul David Alinsky, né le 30 janvier 1909 à Chicago et mort le 12 juin 1972 à Carmel (Californie), est un militant et sociologue américain, considéré comme le père fondateur et le maître à penser du community organizing et un intellectuel influent de la gauche radicale américaine, dont se réclame aujourd'hui le mouvement socialiste-démocrate de Bernie Sanders et Alexandria Ocasio-Cortez.

## Biographie
Saul David Alinsky grandit à Chicago dans une famille d'immigrés russes, juifs orthodoxes strictement observants. Benjamin Alinsky, son père, et Sarah Tannenbaum Alinsky, sa mère, étaient selon son témoignage de « stricts orthodoxes, qui consacraient toute leur vie au travail et à la synagogue... et ils me disaient souvent qu'il est très important d'étudier. »

### Influence de l'école de sociologie de Chicago
Il étudie au département de sociologie de Chicago dans les années 1920 avec des professeurs comme Robert E. Park et Ernest Burgess, fondateurs avec William I. Thomas de ce qui est connue comme la première École de Chicago. On y étudie notamment les environnements sociaux urbains qui favorisent la délinquance à travers le concept de désorganisation sociale. Alinsky reprend à son compte ces analyses dans ses propres écrits:  
La délinquance est la conséquence de la désorganisation sociale qui est, elle-même la conséquence des désordres économiques. Saul D. Alinsky , 

### Engagement avec les communistes et le mouvement syndical ouvrier
Saul Alinsky se politise dans les années 1930, dans le contexte de la Grande Dépression et de la montée du fascisme en Europe. Il déteste le fascisme, admire les volontaires qui vont se battre contre Franco en Espagne à partir de 1936, et aide à lever des fonds pour les brigades internationales. La convention de 1935 de l'American Federation of Labor est l'occasion d'une scission qui amène la création du Congress for Industrial Organizations (CIO) sous la houlette de John L. Lewis. En deux ans, des batailles victorieuses dramatiques comme la grève des usines General Motors, à Flint, Michigan a conduit la dynamique d'organisation syndicale la plus grande de l'histoire, amenant le CIO a revendiqué 3,4 millions de membres à la fin 1937. Hélène, la femme de Saul Alinsky devient membre d'un syndicat affilié au CIO et lui-même cotoie des militants communistes organisateurs syndicaux qui vont beaucoup l'inspirer.
Dans les années trente, les communistes avaient fait un sacré bon boulot ; ils étaient à l'avant-garde du mouvement des travailleurs et ils avaient joué un rôle important en aidant les noirs, les Okies et les paysans du Sud. (...) Sans les communistes, je doute par exemple que le CIO ait pu gagner toutes ses batailles. À l'époque, j'étais aussi bien disposé vis-à-vis de la Russie, non pas parce que j'admirais Staline ou le système soviétique mais parce que j'avais l'impression que c'était le seul pays qui souhaitait s'opposer à Hitler. J'étais chargé d'une bonne partie des levées de fonds pour les Brigades Internationales et, dans ce cadre, j'étais assez proche du Parti Communiste.

Saul Alinsky, entretien à Playboy en 1972

## Premières expériences d'organisation des communautés contre la délinquance
À partir de 1932, Saul Alinsky travaille sous la direction de Clifford Shaw pour le compte de l'Institute for Juvenile Research, d'abord dans le quartier de Russel Square puis, entre 1933 et 1936, à la prison de Joliet. Via ses entretiens menés dans la prison, il se vantera plus tard d'avoir rencontré Frank Nitti, l'un des bras droit d'Al Capone. L'institut conduit le Chicago Area Project, le premier programme de prévention de la délinquance qui adopte une approche d'intervention sur la communauté basée sur la théorie de la désorganisation sociale. Il se distingue des travailleurs sociaux de l'époque par l'approche de non-jugement adoptée par les intervenants et le recrutement de jeunes délinquants comme assistants.
L’hypothèse développée par Shaw et le Chicago Area Project est qu’un travail d’organisation de la communauté peut contribuer à l'apparition et au développement de mécanismes sociaux de régulation qui auraient pour effet de réduire la délinquance juvénile et les comportements déviants: « le projet d’organisation de Shaw était centré sur le pouvoir de l’organisation sociale sur chacun de ses membres, dans une perspective d’autocontrôle social à même de réduire la délinquance. ».
On réduit la délinquance en soudant la collectivité qui en vient à s’auto-controler. Du point de vue théorique, cela implique l'abandon d’une vision psychologisante de la délinquance au profit d'une vision socioculturelle de son développement et de sa résolution.
Saul Alinsky est d'abord chargé d'organiser un comité de quartier à Russel Square, le Russell Square Community Committee (RSCC), qui réunissait des dirigeants locaux pour mener un programme d'activités à destination des jeunes et coordonnait plus largement des actions pour améliorer le quartier (nettoyage, accès à la sante...).

## Organisation du quartier de Back of the Yards
Il est ensuite envoyé à Back of the Yards, le quartier ghetto derrière « The Yards », les abattoirs de Chicago pour mener à bien le même type de travail à partir de septembre 1938. Il rencontre Herb March militant communiste et organisateur syndical envoyé par le parti à Chicago pour syndiquer les abattoirs et construire le Packinghouse Workers Organizing Committee (PWOC). Alinsky va dès lors mêler l'approche sociologique de Shaw à la logique syndicale. Lors d'une première réunion de l'ébauche du conseil de quartier, les thèmes abordés vont au-delà de la délinquance et incluent les questions du logement, de la santé ou du chômage.

Alinsky se brouille avec Shaw, perd son emploi, tout en continuant son travail d'organisation du comité de quartier qui se lance dans une dynamique de revendication étrangère à l’esprit du Chicago Area Project. Pour Alinsky, le pouvoir construit par l’organisation du quartier doit s’exercer moins sur les jeunes délinquants membres de la communauté que sur les multiples acteurs extérieurs – propriétaires, administrations, entreprises – qui ont de l’influence sur leurs conditions de vie. 

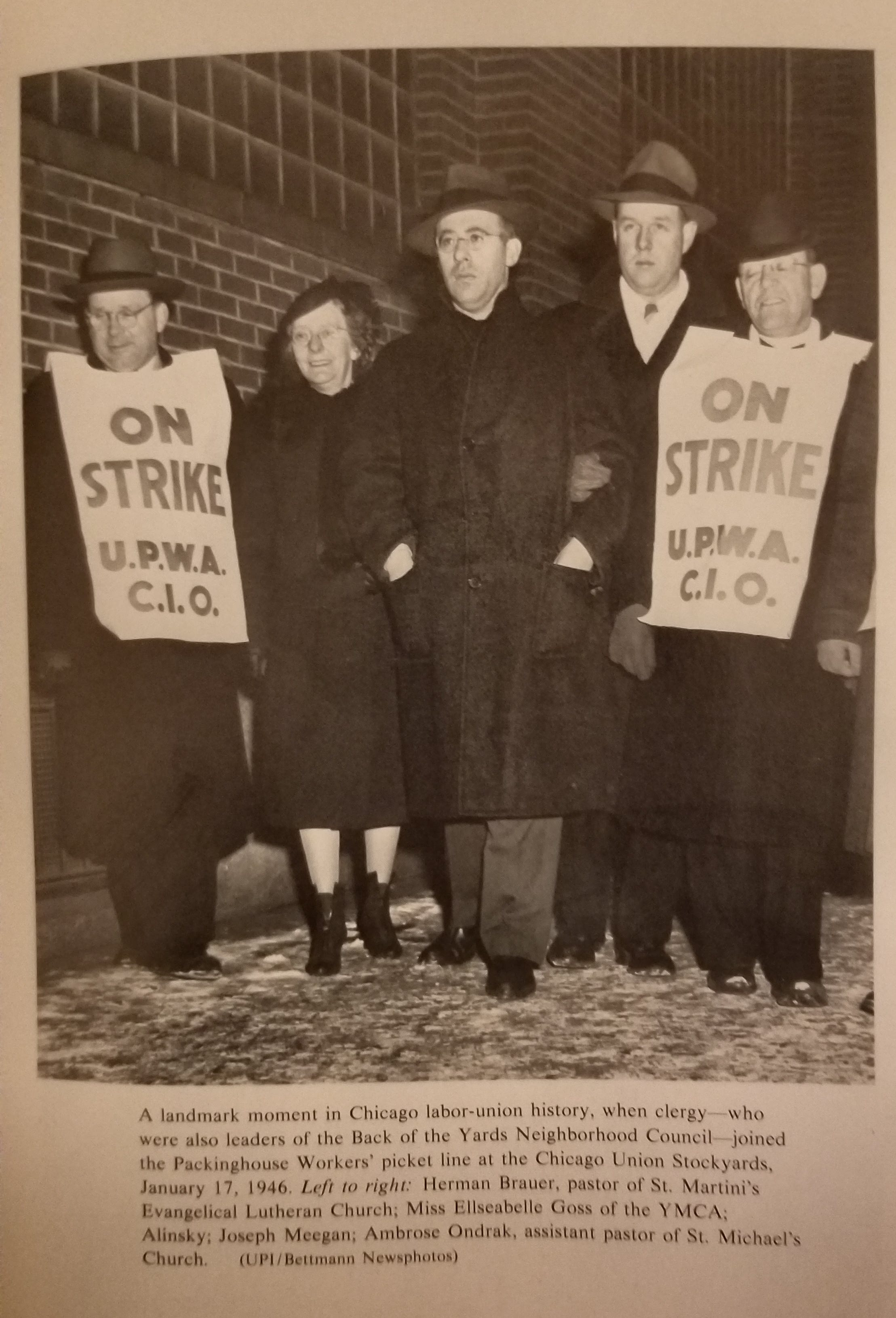
Soutien des leaders religieux membres du Conseil à la grève du syndicat, 7 janv. 1946.

Pour mener une action intelligente contre le problème de la jeunesse ou contre les causes de la criminalité, il est clair que le conseil de quartier doit prendre en compte des questions aussi fondamentales que le chômage, la maladie et le logement, aussi bien que tous les autres facteurs de criminalité. Une telle entreprise n’est pas à la portée d'un conseil de quartier traditionnel. Celui-ci n’est pas équipé pour s’attaquer aux enjeux sociaux fondamentaux et du fait de sa nature même il n’a jamais été adapté à cette tâche. Un conseil de quartier créé pour prévenir la criminalité vous dira que sa fonction relève exclusivement du domaine de la criminalité et qu’elle n’a strictement rien à voir avec des sujets aussi controversés que le conflit entre travail et capital, entre logement privé et logement public, que la santé publique ou tout autre enjeu fondamental. 
Le 14 juillet 1939, le Conseil de quartier de Back of the Yards (Back of the Yards Neighborhood Council - BYNC) voit le jour devant une assemblée de 350 personnes et constitue le premier achèvement marquant de Saul Alinsky comme organisateur de communautés. Le BYNC demande officiellement aux propriétaires des abattoirs de reconnaître le syndicat et de négocier un accord avec lui pour améliorer les conditions de travail. C'est une des premières formes de coalition communautés-syndicats de travailleurs qui deviendront une des clés des campagnes syndicales plus tard.
Le Conseil rallie différentes communautés catholiques habituellement en conflit (Irlandais, Polonais, Lituaniens, Mexicains, Croates...) ainsi que des Afro-Américains, des responsables religieux autant que des dirigeants syndicaux. Il exige et obtient des concessions des industriels des abattoirs, des propriétaires et de la mairie.

## Diffusion et essaimage de sa méthode d'organisation des communautés

### Notoriété et diffusion nationale
Alinsky bénéficie de la notoriété du quartier Back of the Yards connu pour avoir été le théâtre du roman La Jungle dans lequel Upton Sinclair avait décrit en 1909 les conditions d'exploitation des immigrés dans les abattoirs et la misère de la classe ouvrière dans le quartier où s'entassaient les familles. La propriétaire du Washington Post, Agnes E. Meyer, signe des articles en juin 1945 sur la « BackYard Revolution » qui assureront la notoriété d'Alinsky dans tout le pays.
Il introduit ainsi la notion de pouvoir, ce qui le rend précurseur des méthodes d'empowerment.
Alinsky participe à la fondation d'un grand nombre d'organisations aux États-Unis. Il s'inspire du syndicalisme grâce à sa proximité avec le célèbre militant américain John L. Lewis, président du Congress of Industrial Organizations. Il est également proche de l’Église catholique américaine et soutenu par des évêques de Chicago, Mgr Sheil et Mgr Egan. Il entretiendra une amitié avec le philosophe français Jacques Maritain.

### Fondation de l'Industrial Areas Foundation
Sa méthode, dont le succès dépassera la seule ville de Chicago, implique la formation d'organisateurs dans plusieurs régions des États-Unis, notamment en Californie où il forme notamment Fred Ross, lui même mentor de César Chavez. Il fonde l'IAF (Industrials Areas Foundation) qui enseigne la manière dont le conflit peut être source d’empowerment. Dans les années 1960, Alinsky s'est concentré, par le biais de l'IAF, sur la formation des organisateurs. L'IAF a aidé des groupes d'organisateurs de la communauté noire à Kansas City et à Buffalo, et la Community Service Organization of Mexican Americans en Californie, en formant, entre autres, Cesar Chavez et Dolores Huerta.
Le travail d'organisation de l'IAF est notamment financé par l'aide de la Schwarzhaupt Foundation.

### Construction de TWO (The Woodlawn Organization) et lutte pour les droits civiques à Chicago
Saul Alinsky a initié en 1960 la première dynamique d'ampleur d'organisation et de lutte pour les droits civiques à Chicago, la ville la plus touchée par la ségrégation dans le Nord des États-Unis. Le quartier de Woodlawn, habités à 80% par des noirs était dans une logique de ghettoïsation depuis les années 1950. Un premier travail d'organisation par Nicolas von Hoffman (en) et Robert Squires a conduit à une assemblée en février 1961 fondant The Woodlawn Organization (TWO), puis au lancement d'une première campagne contre des commerçants malhonnêtes qui trichaient sur leurs prix. Dans ce qu'ils appelaient la square deal campaign, les équipes de clients menaient l'enquête et « testaient » différents magasins. Lorsqu'ils identifiaient des pratiques louches, ils appelaient au boycott et faisaient des piquets devant le magasin jusqu'à que le commerçant accepte de négocier avec TWO et mette fin à ses pratiques malhonnêtes.

TWO s'est lancé plus en avant dans le mouvement pour les droits civiques après avoir organisé une assemblée pour accueillir les jeunes militants freedom riders de retour de leur escapade militante dans le Sud des États-Unis. Dans les semaines qui suivent, pour montrer à la mairie que TWO était une force à prendre en compte, Alinsky a combiné deux éléments - les votes, qui étaient la monnaie d'échange clé dans la politique de Chicago, et la peur de la foule noire en action" - en transportant par bus 2 500 citoyens noirs résidents, jusqu'à la mairie pour s'inscrire sur les listes électorales. Aucun responsable politique et administratif de Chicago de l'époque n'a oublié cette image. 
Toute tactique qui se répète ou traîne en longueur devient emmerdante. Peu importe à quel point l'injustice est brûlante et à quel point vos partisans sont militants, les gens sont rebutés par les tactiques répétitives et conventionnelles. Votre opposition apprend également à savoir à quoi s'attendre et comment vous neutraliser, à moins que vous ne conceviez constamment de nouvelles stratégies.
Comme d'autres organisations de l'IAF, était une coalition d'organismes communautaires existants, de clubs locaux, d'églises et d'entreprises. Ces groupes payaient des cotisations, et l'organisation était dirigée par un conseil d'administration élu. TWO s'est rapidement imposée comme la « voix » du quartier noir, en mobilisant, en développant et en formant de nouveaux dirigeants. Un exemple en est Arthur M. Brazier, premier porte-parole et futur président de l'organisation. Facteur à l'origine, Brazier est devenu prédicateur dans une petite église, puis, grâce à TWO, il est devenu le porte-parole national du mouvement des droits civiques. Woodlawn était menacé par un projet urbain d'extension de l'université de Chicago qui impliquait des démolitions et des expulsions des familles noires pauvres. De nombreuses actions ont permis d'obtenir l'annulation de ce projet.

### Droits civiques et lutte contre la ségrégation avec FIGHT à Rochester dans l’État de New York
La « grande bataille » d'Alinsky a suivi l'émeute raciale de Rochester en 1964. Alinsky considérait Rochester, New York, comme une « ville d'entreprise classique », appartenant à Eastman Kodak, « lock stock and barrel ». Exploités par Kodak (dont la seule contribution aux relations raciales, selon Alinsky, était « l'invention du film couleur » et par d'autres entreprises locales, la plupart des Afro-Américains occupaient des emplois mal payés et peu qualifiés et vivaient dans des logements insalubres. À la suite des émeutes, les églises de la région de Rochester, ainsi que les leaders noirs des droits civils, ont invité Alinsky et l'IAF à aider la communauté à s'organiser. Avec le révérend Franklin Florence, qui avait été proche de Malcolm X, ils ont créé FIGHT (Freedom, Integration, God, Honor, Today) pour faire pression sur Kodak afin qu'il ouvre l'accès aux emplois et aux postes de responsabilités aux noirs.
Concluant que les sit-in et les boycotts ne fonctionneraient pas, FIGHT a commencé à réfléchir à des « tactiques farfelues sur le modèle de notre O'Hare shit-in ». Cela incluait un « fart-in » au Rochester Philharmonic, le « joyau culturel » de Kodak. C'était une proposition qu'Alinsky considérait comme « absurde plutôt que juvénile ». Mais la vie n'est-elle pas un théâtre de l'absurde ? Aucune tactique qui pourrait fonctionner n'était « frivole ». Finalement, et à la suite d'une perturbation de sa convention annuelle des actionnaires, aidée par les personnes religieuses qui ont donné leur procuration à FIGHT (Alinsky leur avait demandé de « mettre vos actions là où sont vos sermons »), Kodak a reconnu FIGHT comme interlocuteur et s'est engagé, par le biais d'un programme de recrutement et de formation, à l'emploi des noirs.

### Publication de Rules for radicals en 1971
Dans son ouvrage Rules for Radicals, il s'adresse à la génération de militants radicaux des années 1960, exposant les grandes lignes de ses conceptions sur l'organisation du pouvoir des masses. Dans le paragraphe d'introduction, il écrit : 

« Ce qui suit s'adresse à ceux qui veulent changer le monde tel qu'il est pour le monde tel qu'il devrait être selon eux. Le Prince fut écrit par Machiavel pour les nantis, pour leur permettre de conserver le pouvoir. Rules for Radicals est écrit pour ceux qui n'ont rien, pour leur permettre de prendre le pouvoir aux nantis,. »

Le livre sera traduit et publié sous le titre Le Manuel de l'animateur social Une action directe non violente en 1976 aux éditions Seuil. Une nouvelle traduction paraît en 2012 sous le titre moins affadi Être radical. Manuel pragmatique pour radicaux réalistes .

## Accueil en France

### Diffusion intellectuelle
Saul Alinsky a entretenu une longue correspondance avec le philosophe français Jacques Maritain du début des années 1940 jusqu'au début des années 1970. Il est alors inconnu en France. Toutefois, la réception au sein des milieux catholiques perdure, puisqu'en 1989 un séminariste de la Mission de France, Thierry Quinqueton, lui consacre un ouvrage.
En 1966, Jean François Médart réalise une thèse de doctorat ès sciences-politiques sur « L’organisation communautaire aux États-Unis : des techniques d’animation et de participation civique dans les communautés locales ». Un ouvrage est publié en 1969 chez Armand Colin : Communauté locale et organisation communautaire aux États-Unis.
L'ouvrage Rules for Radicals, traduit en 1971 sous le titre Manuel de l'animateur social circule dans les instituts de formation des travailleurs sociaux mais est rapidement épuisé. Au début des années 2000, il redevient d'actualité dans les centres sociaux de la région Rhône-Alpes notamment qui s'interrogent sur le métier d'animateur socioculturel[source insuffisante].
En janvier 2012, une nouvelle traduction de Rules for Radicals est publiée : Être radical. Manuel pragmatique pour radicaux réalistes. En mars 2012, un colloque sur le « community organizing » est organisé à Vaulx-en-Velin à l'ENTPE. Il rassemble 400 activistes, chercheurs et professionnels.
Selon Marc Nagel, « L'éducation populaire et l'animation socioculturelle en France lui doivent quelques principes d'action directe non violente et une méthode d'éducation».

### Expériences d'organisation des communautés d'habitants inspirées par Alinsky
Au printemps 2010, une expérimentation des méthodes d’Alinsky est réalisée en France dans l'agglomération de Grenoble avec le projet ECHO. Il donne naissance en 2012 à l'Alliance Citoyenne de Grenoble. Cette expérience se diffuse à Rennes d'abord en 2014, puis à Aubervilliers, en Seine St Denis en 2016 et dans l'agglomération lyonnaise en 2019.
En 2017, la méthode Alinsky est mise à l'honneur lors de l'université d'été de La France insoumise, qui y voit un moyen de ramener à la politique les quartiers populaires largement abstentionnistes. Des expériences d'organisation sont lancées dans les quartiers de Toulouse, du 19e arrondissement parisien, à Montpellier ou à Caen. Elles sont abandonnées après quelques mois.
En octobre 2017, les responsables de l'Alliance Citoyenne et les chercheurs Julien Talpin (CNRS) et Hélène Balazard (ENTPE-Rives) fondent l'Institut Alinsky, un think tank et organisme de formation pour analyser et diffuser les méthodes d'organisation de pouvoir citoyen dans les quartiers populaires. Des dynamiques d'organisation collectives sont initiées à la Rochelle, dans le 13e arrondissement de Paris, à Saint Nazaire et parmi les résidents d'hôtels sociaux du 19e arrondissement parisien.
En 2018, l'association Organisez-vous ! s'inspire des usages contemporains de la méthode Alinsky (notamment par l'association britannique Citizens UK) pour expérimenter la création d'« alliances citoyennes » sur le modèle du conseil de quartier de Back of the Yards.

## Influence politique
Lorsqu'elle était étudiante, Hillary Clinton a écrit une thèse sur Saul Alinsky intitulée « Une analyse du modèle Alinsky ». Elle refusa un travail proposé par le sociologue.
Barack Obama, président des États-Unis de 2008 à 2016, commence sa carrière comme community organizer. Il s'inspire des idées d'Alinsky en utilisant le concept de « démocratie participative »,,.

## Postérité
Certains de ses étudiants sont devenus célèbres, notamment : 
- Edward T. Chambers (en)
- César Chávez

## Œuvres
- (en) Reveille for Radicals, 1946 ; 2e édition 1969, Vintage Books paperback  (ISBN 0-679-72112-6) Traduction : Radicaux, réveillez-vous !, Le Passager clandestin, 2017  (ISBN 2369350539)
- (en) John L. Lewis: An Unauthorized Biography[37], 1949  (ISBN 0-394-70882-2)
- (en) Rules for Radicals: A Pragmatic Primer for Realistic Radicals, 1971, Random House   (ISBN 0-394-44341-1), Vintage books paperback  (ISBN 0-679-72113-4) Traductions :
Manuel de l'animateur social[38], Points Politique, 1976
Être radical : manuel pragmatique pour radicaux réalistes, Aden, 2011
- Pour une action directe non violente, Points Seuil, 1980
- Entretien avec Saul Alinsky - Organisation communautaire et radicalité (mars 1972), préface d'Yves Citton, Éditions du commun, 2018  (ISBN 979-10-95630-16-6)

### Article
- Interview de Saul Alinsky dans Playboy Magazine, mars 1972